# Huriez-Syndrom
Das Huriez-Syndrom ist eine sehr seltene Hereditäre Palmoplantarkeratose  (angeborene Hauterkrankung) mit den Hauptmerkmalen diffuse Verhärtung und Atrophie (Skleroatrophie) der Hände mit einer Verhärtung der Haut der Finger (Sklerodaktylie), diffuse Palmoplantarkeratose sowie Nageldystrophie.
Synonyme sind: Palmoplantare Hyperkeratose-Sklerodaktylie-Syndrom; Skleroatrophisches Syndrom; Sklerotylose
Die Bezeichnung bezieht sich auf den Erstautor der Erstbeschreibung aus dem Jahre 1963 durch den französischen Dermatologen Claude Huriez (1904–1984).

## Verbreitung und Ursache
Die Häufigkeit ist nicht bekannt, die Vererbung erfolgt autosomal-dominant.
Der Erkrankung liegen Mutationen im SMARCAD1-Gen im Chromosom 4 am Genort q22.3 zugrunde, das für die SMARCAD-Helikase kodiert, ein Enzym, das bei der Hautbildung beteiligt ist.
Mutationen in diesem Gen finden sich auch bei Adermatoglyphie und Baird-Syndrom.

## Klinische Erscheinungen
Klinische Kriterien sind:
- Beginn der Auffälligkeiten innerhalb der ersten Lebensjahre
- diffuse Skleratrophie der Hände, weniger deutlich an den Füßen
- flächenhafte lamelläre Hyperkeratosen, besonders an den Druckstellen
- Sklerodaktylie
- Trockene Haut, Hypohidrose
- Teleangiektasien im Gesicht
- Nagelhypoplasie

## Differentialdiagnose
Abzugrenzen ist die Systemische Sklerodermie.